# Drapeau de la Belgique
Pour les articles homonymes, voir Drapeau belge.
Le drapeau de la Belgique (en néerlandais : vlag van België; en allemand : Flagge Belgiens) est composé de trois bandes verticales ; noire, jaune et rouge.
L’article 193 de la Constitution mentionne les couleurs, les armes et la devise nationale : « La Nation belge adopte les couleurs rouge, jaune et noire, et pour armes du Royaume le Lion Belgique avec la devise : l’union fait la force. »
C’est le 30 septembre 1830 que le gouvernement provisoire adopte officiellement le drapeau national, présentant initialement une disposition horizontale des couleurs. La disposition verticale et la couleur noire à la hampe seront définitivement adoptées le 12 octobre 1831.
Les dimensions du drapeau ont été fixées à 2,60 m de haut pour 3 m de large, ce qui donne à l’origine la proportion des anciennes bannières, représentant les armes des armoiries du titulaire.

## Histoire

Tricolore datant de 1830 répartie horizontalement

### Contexte

Couleurs dites « de la révolution brabançonne » (1789)

C’est la représentation de La Muette de Portici, donnée le 25 août 1830 au théâtre de la Monnaie de Bruxelles à l’occasion du 59e anniversaire du roi Guillaume d’Orange, qui déclenche les émeutes qui mènent à la révolution belge et à l'indépendance de la Belgique.
Le premier drapeau déployé par les révolutionnaires belges ce 25 août à Bruxelles est le drapeau français. Il fut confectionné à partir des rideaux de l’appartement de Georges Libri-Bagnano rédacteur en chef d’un journal orangiste, Le National, qui avait été détruit par les révolutionnaires.
Bien vite, le mouvement insurrectionnel s'exporte dans les huit provinces méridionales du Royaume uni des Pays-Bas ainsi que dans le Grand-duché de Luxembourg. C'est tout particulièrement le cas dans la province de Liège ou la participation liégeoise est considérable et quasi généralisée : à Verviers, les ouvriers, chantant La Marseillaise, forcent les portes de l’hôtel de ville et placent un drapeau français au faîte de l’édifice au grand dam des notables qui y voient un symbole révolutionnaire,. À Liège, des placards sont affichés partout en ville demandant le rattachement de la Belgique à la France et des cocardes seraient prêtes à être distribuées. Comme à Liège des drapeaux français sont spontanément arborés à Namur. Selon Surlet de Chokier, l’état d’esprit est le même dans toute la province de Liège, de Luxembourg, de Namur et du Hainaut,. Selon Jean Stengers, « la Belgique de 1830 est francophile avec ardeur » ; à l’inverse Jacques Logie pense que « l’adoption des couleurs françaises par les ouvriers et les sans-travail ne reflétait […] pas des sentiments francophiles, mais représentait une aspiration vers la liberté et un certain progressisme, dont les trois couleurs n’étaient que le symbole ». Édouard Ducpétiaux raconte :
« En 1830, dès le premier jour des troubles et lorsque les troupes néerlandaises étaient refoulées vers le haut de la ville, on arbora, à Bruxelles, sur plusieurs points, le drapeau tricolore français. Mais cette manifestation, due aux agents français qui essayaient alors d’entraîner la population, fut répudiée par un cri unanime de réprobation. »
Ducpétiaux et Lucien Jottrand remplacent partout les drapeaux français, l’étendard orange de la famille royale néerlandaise de la maison d'Orange-Nassau reste encore l’emblème officiel, leur mot d’ordre n’étant pas encore l’indépendance, mais à la « séparation administrative » de la Belgique et des Pays-Bas en maintenant l’union dynastique,. Ailleurs le drapeau français est aussi remplacé par les couleurs locales. À Verviers, c’est l’étendard franchimontois vert et blanc qui flotte au vent et dans toute l’ancienne principauté de Liège, de Dinant à Ciney en passant par Thuin, le drapeau jaune et rouge de l’ancienne principauté de Liége est arboré. À Mons et Tournai, ce sont respectivement les drapeaux blanc et rouge avec une tour blanche qui sont arborés pour empêcher les rattachistes d’y placer un drapeau français. À Bruxelles et dans d’autres villes, on exhibe les couleurs brabançonnes noir-jaune-rouge, partout on chante La Marseillaise jusqu’à la création de La Brabançonne. Ce sont ces couleurs qui sont de plus en plus reprises par les nombreux corps francs venant combattre l'armée du Royaume uni des Pays-Bas avec le début de la guerre belgo-néerlandaise. On note aussi que la participation luxembourgeoise à la révolution belge de 1830 commence lorsque François d'Hoffschmidt ramène un drapeau brabançon à Bastogne le 29 août et que celui-ci est hissé en haut du clocher de l'église Saint-Pierre par une troupe d'insurgés parmi laquelle se trouve le commandant local de la gendarmerie grand-ducale.

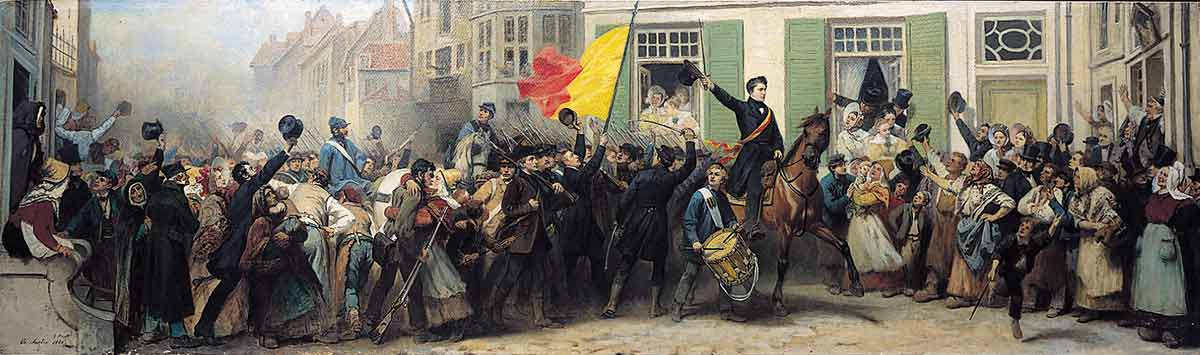
Les volontaires liégeois arrivant à Bruxelles avec le drapeau de Liège, jaune et rouge (toile de Charles Soubre datant de 1880.

### Les premiers drapeaux «noir-jaune-rouge»

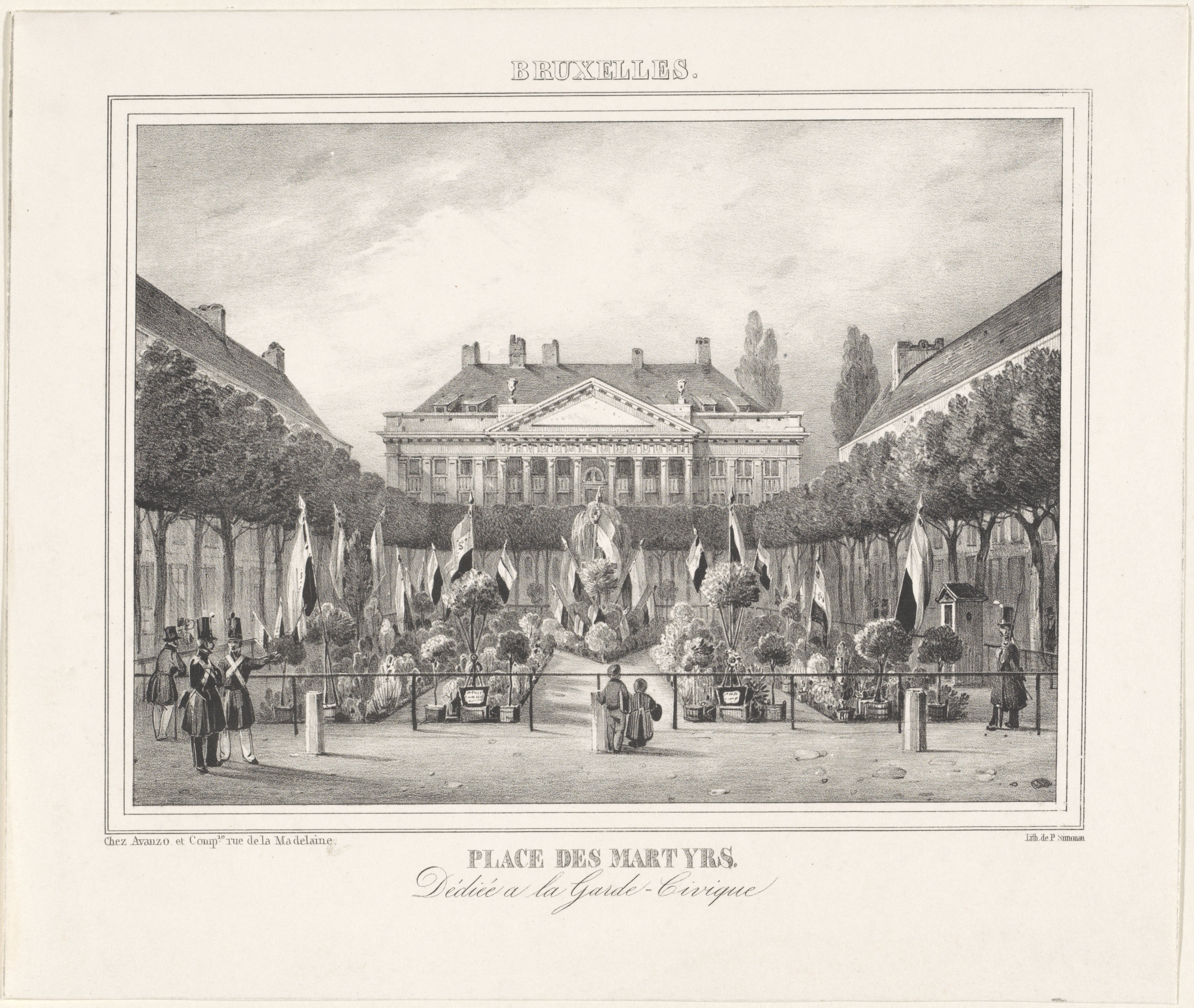
Les premiers drapeaux belges reprenaient les couleurs de la révolution brabançonne et étaient disposés horizontalement, mais le noir n'était pas toujours disposé vers le haut, comme sur cette gravure de Pierre Simonau de 1831.

Dans cette atmosphère révolutionnaire et face aux pillages qui s’intensifient, des notables inquiets créent une milice bourgeoise. La Garde bourgeoise arborant un drapeau et des cocardes aux couleurs brabançonnes, guidée par un souci de différenciation par rapport au gouvernement et par un sentiment national, popularisera les couleurs  noir-jaune-rouge. Emmanuel d'Hooghvorst déclarera au prince d’Orange le 31 août que la garde avait adopté les couleurs brabançonnes pour contrer l’apparition çà et là des couleurs françaises et pour éloigner toute idée de rattachement à la France. Ce drapeau avait été conçu le 26 août par l’avocat Lucien Jottrand, rédacteur du Courrier des Pays-Bas, et le journaliste Édouard Ducpétiaux. Une commerçante, Marie Abts, en confectionna quelques exemplaires, comme le rappelle une plaque commémorative au coin des rues de la Colline et du Marché aux herbes. Le premier fut placé par Jottrand et Ducpétiaux à l’hôtel de ville de Bruxelles, alors que les suivants furent promenés dans les rues par Theodore Van Hulst, un employé du ministère de la Guerre.
Le drapeau qui remplace alors le drapeau français n’est pas directement inspiré de celui de la révolution brabançonne même si la mythologie patriotique veut que ce drapeau tricolore, repris en 1830, ait déjà été celui de la révolution brabançonne de 1787-1790. En réalité les drapeaux utilisés lors de la révolution brabançonne étaient ornés d’armoiries, de figures religieuses ou allégoriques. Pas un seul drapeau à bandes « noire-jaune-rouge » n’est mentionné dans les inventaires des emblèmes pris par les Autrichiens lors de la reconquête des États-belgiques-unis. Mais les couleurs brabançonnes ont inspiré Lucien Jottrand, pour l’élaboration d’un nouveau drapeau. Le 30 septembre, le gouvernement provisoire adopte officiellement le drapeau national, imité bientôt par le Congrès national et le 30 octobre la nouvelle armée belge est tenue de porter la cocarde nationale noir-jaune-rouge, tout comme les différentes compagnies de la Garde civique.

### Disposition horizontale puis verticale

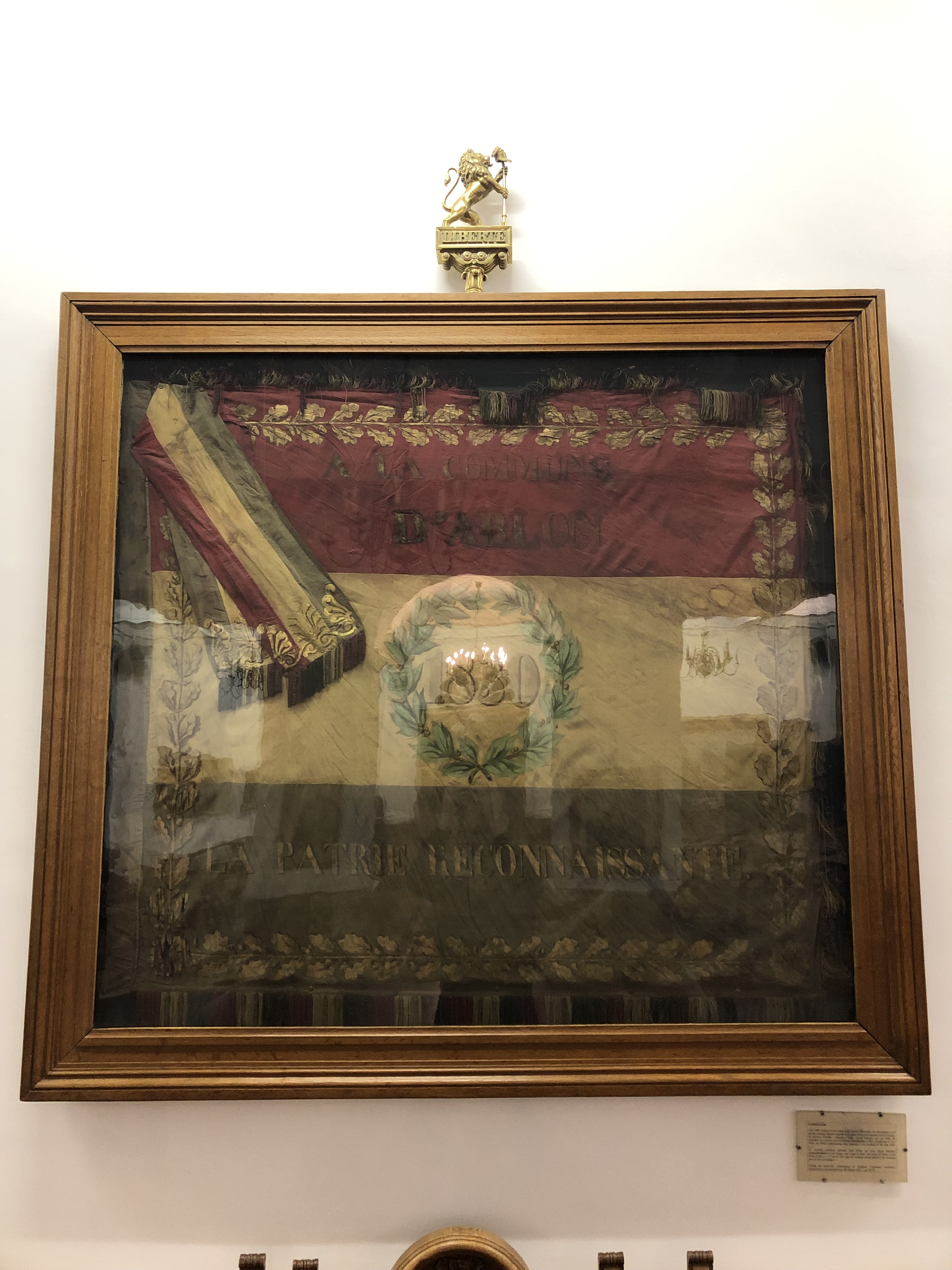
Les drapeaux d'Honneur de 1830 sont l'une des dernières utilisations officielles du drapeau belge à l'horizontale. Ici le drapeau de la ville d'Arlon.

Quelques mois plus tard, un arrêté du gouvernement provisoire de Belgique du 23 janvier 1831, décrète la disposition verticale des couleurs, le rouge à la hampe. Le 7 février le drapeau national fait l’objet d’un article de la Constitution, l'article 193. Le 12 octobre, sous l’impulsion du département de la marine qui veut faire concorder le pavillon maritime — accordé le 15 septembre 1831 par décision ministérielle— et le drapeau national, le noir vient à la hampe. L’article de la Constitution n’ayant jamais été modifié, le drapeau ne suit pas littéralement l’ordre de la Constitution,.
L’ancienne disposition horizontale des couleurs fera une dernière fois son apparition vers septembre 1832 lorsqu’un arrêté royal octroie les drapeaux d'Honneur de 1830, non destinés à être arborés, à cent communes qui s’étaient distinguées lors de la libération du territoire. Ces drapeaux commémorant les journées de 1830 respectent logiquement la disposition horizontale primitive des couleurs : trois bandes verticales noir, or et rouge.

## Description

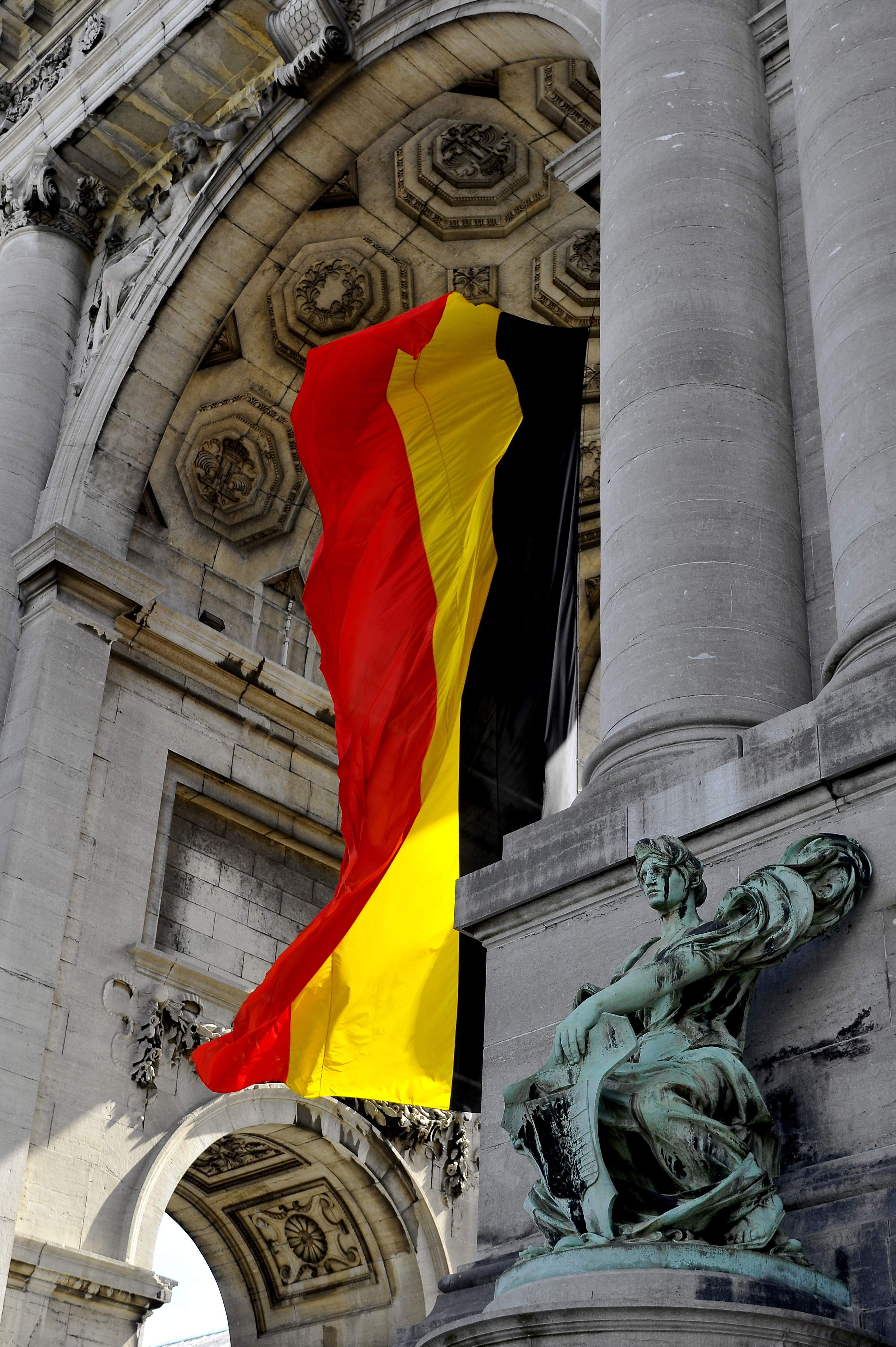
Grand drapeau au Cinquantenaire.

Les couleurs du drapeau belge sont celles de l’écu de l’ancien duché de Brabant, qui étaient également tant qu'elle a existé celles de la province de Brabant et qui sont toujours les petites armes de la Belgique. Il représentait un lion d’or (jaune) sur fond de sable (noir), armé (griffes) et lampassé (langue) de gueules (rouge).
Accessoirement, les mêmes couleurs, disposées différemment, étaient aussi celles du comté de Flandre, première des principautés des « plats pays » à faire définitivement partie des États des ducs de Bourgogne de la maison de Valois grâce au mariage du duc Philippe le Hardi avec Marguerite de Flandre (mariage célébré en 1369 mais c'est en 1384 que Marguerite devient proprio jure comtesse de Flandre, d'Artois, de Nevers, de Rethel et de la (Franche-)Comté de Bourgogne à la mort de son père Louis de Male). Le comté de Flandre portait, et les actuelles province de Flandre-Orientale et Communauté flamande portent encore, d'or au lion de sable armé et lampassé de gueules c'est-à-dire les mêmes armoiries que le Brabant moyennant la permutation du jaune et du noir.
De façon officielle, les dimensions du drapeau ont été fixées à 2,60 m de haut pour 3 m de large, ce qui donne une proportion insolite de 13:15. Pour l’usage civil, une proportion de 2:3 est plus commune et d’ailleurs la proportion exacte n’est pas précisée par la Constitution.
Au-dessus du palais royal de Bruxelles, on peut trouver un drapeau de dimensions 4:3. Ceci est dû à des raisons esthétiques, tenant compte de la perspective sur le drapeau qui est regardé d’en-dessous. Un large drapeau de conception similaire se retrouve souvent sous les arcades du Cinquantenaire.
| Couleur | ● Noir       | ● Jaune       | ● Rouge      |
| ------- | ------------ | ------------- | ------------ |
| HTML    | #000000      | #FFE936       | #FF0F21      |
| RVB     | 0, 0, 0      | 255, 233, 54  | 255, 15, 33  |
| Pantone | Black        | Jaune 115     | Rouge 032    |
| CMJN    | 0, 0, 0, 100 | 0, 8.5, 79, 0 | 0, 94, 87, 0 |

## Le pavillon de la Marine

Pavillon de guerre (Composante marine).

Par décision du 23 février 1950, un pavillon de la marine militaire nettement différent des drapeaux nationaux est créé. Il a les proportions 2:3.
Il reprend les trois couleurs nationales, en les associant avec du blanc.
Le dessin reprend la croix de saint André en hommage à la Croix de Bourgogne qui était l’emblème du grand État bourguignon de la fin du Moyen Âge. L’apôtre saint André était en effet le saint patron de cet ensemble politique qui s’étendait sur les États actuels de Belgique et d’Espagne et sur la Bourgogne située en France.
Ce pavillon est hissé pour la première fois le 2 mars 1950.

## Drapeaux antérieurs à la Belgique
Le royaume de Belgique n'existe que depuis 1830, mais les Pays-Bas bourguignons puis espagnols qui recouvraient une grande partie du territoire de la Belgique avaient comme drapeau la croix de Bourgogne.
Les Pays-Bas autrichiens avaient un drapeau composé d'un aigle à deux têtes noir sur une croix de Bourgogne, le tout sur un fond de rouge sur blanc sur jaune.
En 1789, lors de la révolution brabançonne, les États belgiques unis utilisèrent déjà un drapeau tricolore aux couleurs brabançonnes qui devinrent les couleurs de la Belgique, mais ce n'était pas le drapeau belge actuel étant donné que les bandes étaient horizontales et que l'ordre des couleurs n'était pas le même.

Drapeau des Pays-Bas bourguignons.
Drapeau des Pays-Bas espagnols.
Drapeau des Pays-Bas autrichiens avec la croix de Bourgogne.
Drapeau de la révolution brabançonne.

## Pavoisement des édifices publics

Forme du pavillon civil réservée aux navires membres d'un club nautique fédéré.

Pavillon d’État.

Le drapeau doit flotter au-dessus des bâtiments publics lors des occasions suivantes (tous ne sont pas des jours fériés).
| Date                                | Nom                                                             | Raison                                                                                              |
| ----------------------------------- | --------------------------------------------------------------- | --------------------------------------------------------------------------------------------------- |
| 20 janvier                          | Anniversaire de la Reine Mathilde                               | Anniversaire de naissance de la Reine Mathilde le 20 janvier 1973                                   |
| 17 février                          | Commémoration de tous les membres défunts de la famille royale  | Anniversaire du décès d’Albert Ier le 17 février 1934                                               |
| 7 avril                             | Hommage aux militaires belges décédés lors de missions de paix  | Anniversaire de l’assassinat des dix paras belges au Rwanda le 7 avril 1994                         |
| 15 avril                            | Anniversaire du roi Philippe                                    | Anniversaire de naissance du Roi Philippe le 15 avril 1960                                          |
| 1er mai                             | Fête du Travail                                                 | Célébration de la fête du travail                                                                   |
| 5 mai                               | Journée du Conseil de l’Europe                                  | Anniversaire de la création du Conseil de l’Europe le 5 mai 1949                                    |
| 8 mai                               | Victoire des Alliés en 1945 et fin du génocide                  | Anniversaire de la capitulation de l’Allemagne le 8 mai 1945                                        |
| 9 mai                               | Journée de l’Europe                                             | Anniversaire du discours fondateur de l’Union européenne, prononcé par Robert Schuman le 9 mai 1950 |
| 6 juin                              | Anniversaire du Roi Albert II                                   | 6 juin 1934                                                                                         |
| 2 juillet                           | Anniversaire de mariage du Roi Albert II et de la Reine Paola   | 2 juillet 1959                                                                                      |
| 21, 22 et 23 juillet                | Fête nationale                                                  | Prestation de serment du Roi Léopold Ier, le 21 juillet 1831                                        |
| 11 septembre                        | Anniversaire de la Reine Paola                                  | 11 septembre 1937                                                                                   |
| 24 octobre                          | Journée des Nations unies                                       | Anniversaire de l’entrée en vigueur de la Charte des Nations unies le 24 octobre 1945               |
| 11 novembre                         | Armistice de 1918                                               | Anniversaire de la capitulation de l’Allemagne le 11 novembre 1918                                  |
| 15 novembre                         | Fête du Roi                                                     | Célébration du jour de la Saint Léopold. Léopold I étant le premier roi des belges                  |
| 4 décembre                          | Anniversaire de mariage du Roi Philippe et de la Reine Mathilde | 4 décembre 1999                                                                                     |
| Date mobile                         | Élection du Parlement européen                                  | Élu au suffrage universel depuis 1979                                                               |
| Source : Gouvernement Fédéral Belge |                                                                 | |

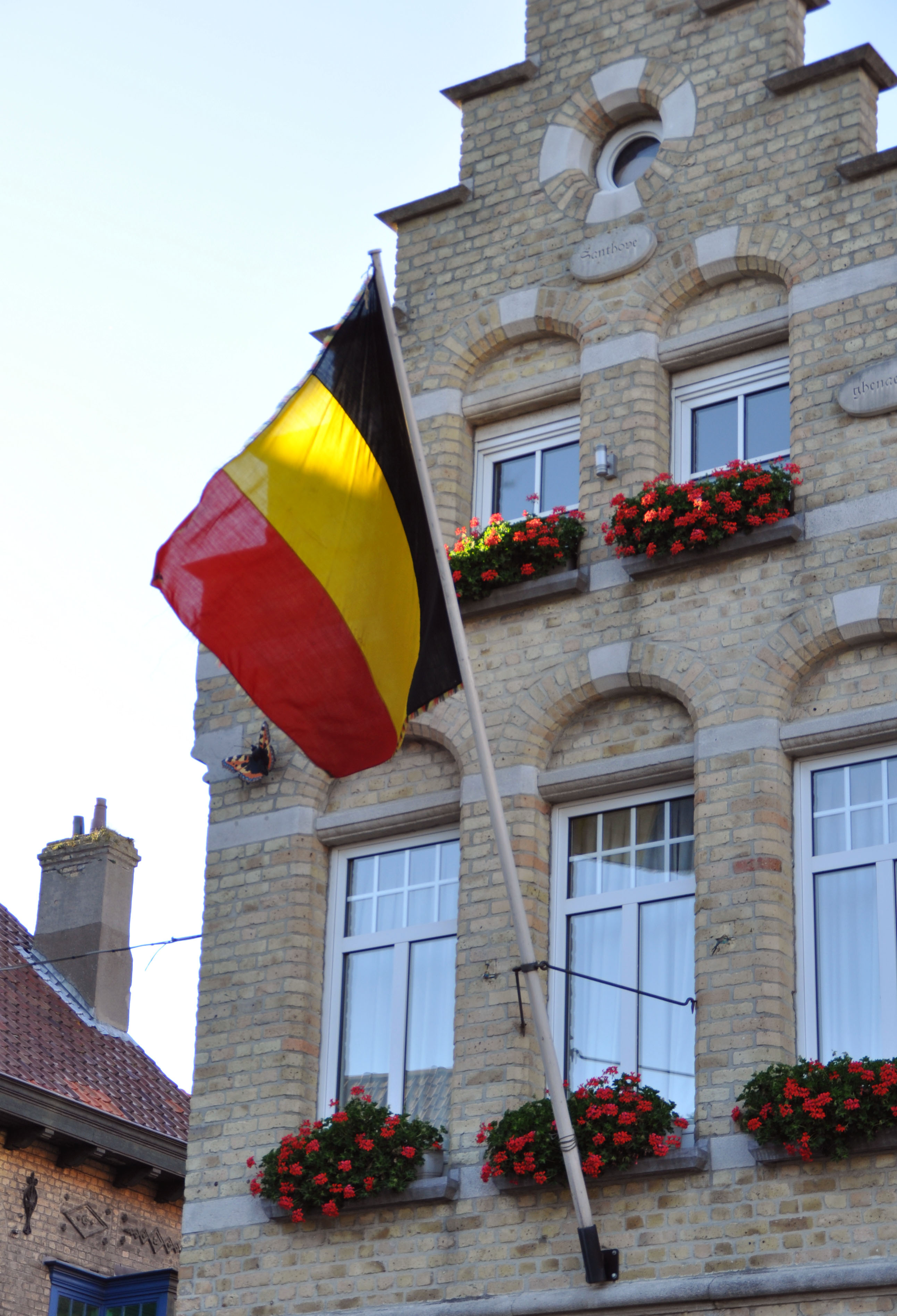
Drapeau de la Belgique sur un bâtiment.

Le drapeau peut également être hissé lors d’importantes cérémonies, lorsque les usages locaux le demandent, ou encore lors de la visite officielle d’un chef d’État étranger. Les Régions et les Communautés, en plus du drapeau tricolore, hissent leur propre drapeau le jour de leur fête.